# Khas Uruzgan
Khas Uruzgan is een district van de provincie Uruzgan in Afghanistan.